# Лонінген
Лонінген (нім. Löhningen) — громада  в Швейцарії в кантоні Шаффгаузен, округ Оберклеттгау.

## Географія
Громада розташована на відстані близько 120 км на північний схід від Берна, 8 км на захід від Шаффгаузена.
Лонінген має площу 6,8 км², з яких на 8,9% дозволяється будівництво (житлове та будівництво доріг), 53,1% використовуються в сільськогосподарських цілях, 37,8% зайнято лісами, 0,1% не є продуктивними (річки, льодовики або гори).

## Демографія
2019 року в громаді мешкало 1474 особи (+11,7% порівняно з 2010 роком), іноземців було 12,5%. Густота населення становила 216 осіб/км².
За віковим діапазоном населення розподілялося таким чином: 23,5% — особи молодші 20 років, 57,5% — особи у віці 20—64 років, 19% — особи у віці 65 років та старші. Було 604 помешкань (у середньому 2,4 особи в помешканні).
Із загальної кількості 305 працюючих 55 було зайнятих в первинному секторі, 113 — в обробній промисловості, 137 — в галузі послуг.